# ジークフリード・エドストレーム
ヨハネス・ジークフリード・エドストレーム（Johannes Sigfrid Edström, 1870年11月21日 - 1964年3月18日）は、スウェーデンの工業経営者。当時のスポーツ界の要人であり、国際オリンピック委員会（IOC）の第4代会長を務めた。

## 人物
モーランダ（ヴェストラ・イェータランド県）の小さな村で生まれたエドストレームは、まずイェーテボリのチャルマース工科大学で学び、やがてスイスやアメリカ合衆国にも留学した。1903年から1933年にかけては、アセアで重役の座にあり、1934年から1939年には同社の代表取締役となった。
若い頃は有能な短距離走者でもあり、100mを11秒台で走ることができたとされる。
この時期、エドストレームはスウェーデンのスポーツ界の運営に関与するようになり、ストックホルムで開催された1912年のオリンピックの組織運営を援助した。このオリンピック開催期間中、国際陸上競技連盟（IAAF）が設立され、エドストレームはその初代会長に推挙された。彼の任期は1946年まで続いた。
1920年、エドストレームは国際オリンピック委員会（IOC）のメンバーとなり、理事会に加わった後、1931年には副会長職に就いた。当時IOC会長だったバイエ＝ラトゥールが1942年に死去した後、エドストレームは第二次世界大戦終結まで会長代行を務め、その後正式な手続きで新会長に選出された。
エドストレームは大戦後のオリンピック運動を復興するために重要な役割を演じた。1952年に会長職を退き、後任にはブランデージが就いた。
| その他の役職                        | その他の役職                                                  | その他の役職                |
| ----------------------------------- | ------------------------------------------------------------- | --------------------------- |
| 先代 アンリ・ド・バイエ＝ラトゥール | 国際オリンピック委員会会長 1942-1946は代行 第4代：1942 - 1952 | 次代 アベリー・ブランデージ |